# The Outer Limits (serie televisiva)
The Outer Limits è una serie televisiva statunitense a carattere fantascientifico trasmessa dal 1963 al 1965 sul canale ABC. È spesso paragonata alla serie Ai confini della realtà (The Twilight Zone) del 1959, rispetto alla quale si caratterizza per una maggiore enfasi verso le storie di fantascienza e minore per quelle con contenuti prettamente soprannaturali e fantasy. Gli episodi sono autoconclusivi, e spesso contraddistinti da un colpo di scena finale.
Nel 1995 ne è stato prodotto il revival Oltre i limiti, trasmesso dal 1995 al 1999 sul canale Showtime e in seguito su Syfy fino alla sua cancellazione nel 2002.

## Trama
L'inizio di ogni episodio è caratterizzato dall'introduzione della voce narrante, mentre sullo schermo scorrono gli effetti visivi di un oscilloscopio. Utilizzando un espediente "Orwelliano", la voce narrante prende il controllo della televisione dello spettatore mentre una serie di clip si alternano a "disturbi" di ricezione.
Il monologo della voce narrante nella prima versione recitava in questo modo:
Un monologo simile è presente alla fine di ogni episodio: «Ora vi restituiamo il controllo del vostro apparecchio televisivo. Fino alla prossima settimana allo stesso orario, quando la voce di controllo vi porterà - Oltre i Limiti» («We now return control of your television set to you. Until next week at the same time, when the control voice will take you to – The Outer Limits»).
Gli episodi successivamente hanno utilizzato due versioni più brevi di quest'introduzione. I primi episodi della serie tuttavia erano privi di monologo, e iniziavano semplicemente con il titolo seguito dalla narrazione senza clip di alcun tipo. La voce di controllo era interpretata dall'attore Vic Perrin.

## Episodi
| Stagione         | Episodi | Prima TV USA |
| ---------------- | ------- | ------------ |
| Prima stagione   | 32      | 1963-1964    |
| Seconda stagione | 17      | 1964-1965    |

## Produzione
The Outer Limits originariamente fu trasmessa sulla rete televisiva americana ABC (1963–65). In totale furono prodotti quarantanove episodi. Fu una delle tante serie influenzate da Ai confini della realtà (The Twilight Zone) e da Scienza e Fantasia  (Science Fiction Theatre). Per l'episodio pilota la serie si sarebbe dovuta intitolare Please Stand By, ma la ABC rifiutò questo titolo. Il creatore della serie Leslie Stevens la chiamò The Outer Limits. Con pochi cambiamenti quindi venne mandato in onda l'episodio pilota "The Galaxy Being".
Tra gli scrittori della serie si possono annoverare, oltre al creatore Stevens, Joseph Stefano (sceneggiatore di Psycho di Hitchcock) che fu anche il produttore della prima stagione. Stefano scrisse più episodi di qualunque altro sceneggiatore della serie. Il futuro vincitore del premio Oscar, lo sceneggiatore Robert Towne (Chinatown) scrisse "The Chameleon", che fu l'ultimo episodio prodotto per la prima stagione. Due episodi notevoli della seconda stagione (entrambi scritti da Harlan Ellison) furono "Demon with a Glass Hand", per anni l'unico episodio The Outer Limits disponibile su laserdisc, e "Soldier", episodio che vinse il Writers' Guild Award.
La prima stagione fu caratterizzata sia da episodi di fantascienza che horror, mentre la seconda si focalizzò decisamente sulle storie di fantascienza, mettendo da parte le creature "spaventose" che avevano rappresentato il leitmotiv della prima. Ogni episodio della prima stagione aveva mostri o creature come elemento fondamentale della narrazione; lo sceneggiatore e produttore Joseph Stefano ritenne necessario inserire questi elementi per innescare paura e suspense negli spettatori. Questi elementi furono del tutto abbandonati nella seconda stagione quando Stefano abbandonò la produzione. Tuttavia anche nella prima stagione compaiono due episodi senza creature: "The Forms of Things Unknown" e "Controlled Experiment"; il primo fu girato per utilizzarlo in un "doppio format", sia come episodio di fantascienza per The Outer Limits che come episodio pilota per una serie thriller che non venne mai prodotta, The Unknown. L'attore Barry Morse, protagonista di "Controlled Experiment", sostiene che anche questo fu girato per diventare l'episodio pilota di una serie di fantascienza con elementi "comedy" mai realizzata (si tratta infatti dell'unico episodio comico di The Outer Limits).
Episodi precedenti nella prima stagione senza creature furono "The Hundred Days of the Dragon" e "The Borderland". Gli episodi della seconda stagione con la presenza di creature sono "Keeper of the Purple Twilight", "The Duplicate Man", e "The Probe"; altri mostri compaiono verso la conclusione della stagione negli episodi "Counterweight", "The Invisible Enemy", e "Cold Hands, Warm Heart". La creatura in "The Architects of Fear", il mostruoso Allen Leighton modificato, fu giudicato da alcune stazioni locali affiliate alla ABC così raccapricciante da indurle a trasmettere una schermata nera durante le sue apparizioni nell'episodio (di fatto censurando la maggior parte del finale della storia). In altre parti degli Stati Uniti le scene furono trasmesse solo dopo un certo orario, in altre ancora non furono trasmesse affatto.
Le varie creature che comparirono nella prima stagione e la maggior parte degli arredi scenici furono sviluppati da un gruppo non coordinato di persone, organizzato sotto il nome di Project Unlimited. Membri del progetto furono Wah Chang, Gene Warren e Jim Danforth. Il trucco era eseguito da Fred B. Phillips assieme a John Chambers.

## Colonna sonora
Le musiche della prima stagione furono prodotte da Dominic Frontiere, diviso tra questo lavoro e quello di produttore esecutivo; la seconda stagione include musiche di Harry Lubin.

## Accoglienza e ascolti
Nel primo anno la serie ottenne buoni indici di ascolto. Il pubblico era così appassionato che si raccontò di persone che trasportarono la propria televisione con loro quando dovettero allontanarsi da casa, in modo da non perdere neanche un episodio della serie (i videoregistratori all'epoca ancora non esistevano).
Tuttavia la seconda stagione ebbe un consistente calo di ascolti dopo che il suo palinsesto fu modificato dal lunedì al sabato sera. Questa fu la ragione principale per la quale il produttore Joseph Stefano scelse di abbandonare la serie dopo il primo anno, intuendo che competere contro programmi molto più popolari come Jackie Gleason avrebbe limitato gli ascolti di The Outer Limits (che infatti venne cancellata a metà della seconda stagione). Ad ogni modo, la serie ottenne un buon numero di repliche negli anni successivi. A distanza di decenni, lo scrittore Stephen King lo ha definito "il miglior programma nel suo genere ad essere mai trasmesso su una rete televisiva" ("The best program of its type ever to run on network TV").

## Merchandising
Molte delle creature degli episodi della serie furono venduti successivamente come modelli o pupazzi tra gli anni '90 e gli anni 2000. Un assortimento di kit da assemblare e colorare fu prodotti, in edizione limitata, da Dimensional Designs, e set più piccoli di pupazzetti preconfezionati furono venduti in gran quantità da Sideshow Toys. In particolare, Dimensional Designs produsse il primo modello della creatura che compariva nell'episodio "The Duplicate Man", ed entrambi i produttori crearono un modello di quella apparsa nell'episodio "The Sixth Finger".

## Controversie
Harlan Ellison contestò a James Cameron l'originalità di Terminator, sostenendo che fosse un'idea ripresa in larga parte dal suo lavoro in The Outer Limits. Cameron ammise di essersi ispirato al lavoro di Ellison, che fu risarcito economicamente e ottenne una menzione nei titoli di coda del film Terminator (1984), nel quale i creatori del film "riconoscono il lavoro di Harlan Ellison" ("to acknowledge the works of Harlan Ellison"). Cameron espresse la sua contrarietà alla decisione della Orion Pictures, il quale tuttavia lo obbligò ad accettare l'accordo con Ellison minacciandolo di fargli pagare personalmente i danni richiesti dallo stesso Ellison. Cameron in seguito dichiarò: "non avevo altra scelta che accettare l'accordo; venne anche imposto il silenzio sull'intera vicenda" ("had no choice but to agree with the settlement. There was a gag order as well")